# 帕爾角
81°14′S 161°4′E / 81.233°S 161.067°E
帕爾角（英語：Cape Parr）是南極洲的海岬，位於羅斯冰架西部，處於真泰爾角以南15公里，該海岬由英國探險家羅伯特·斯科特發現，現時由南極條約體系管理。